# ولیکی ورتپ
ولیکی ورتپ (به لاتین: Veliki Vrtop}} یک عوارض جغرافیایی در صربستان است که در Gadžin Han واقع شده‌است.